# Aviana
Aviana ist eine schwedische Metalcore-Band aus Göteborg, die 2016 gegründet wurde und seit 2019 bei dem Musiklabel Arising Empire unter Vertrag steht.

## Bandgeschichte
Aviana wurde 2016 von den fünf Musikern Marcus Vik, Marcus Heffler, Oscar Forsman, Sebastian Colque und Niclas Bergström in Göteborg gegründet und veröffentlichte Anfang 2017 ihr erstes Album Polarize. Ende dieses Jahres verließ Sänger Marcus Vik die Band und wurde daraufhin durch  Joel Holmqvist ersetzt. 2019 wechselte die Band zum deutschen Musiklabel Arising Empire, von dem 2019 das zweite Album  Epicenter veröffentlicht wurde. Nach dem Erscheinen des Albums verließen alle Musiker bis auf Joel Holmqvist die Band, sodass Holmqvist Aviana vorübergehend als Soloprojekt weiterführte.
Im März 2022 erschien die Extended Play Tanscendent, welche aus sechs Songs besteht, die auf dem darauf folgenden Album Corporation wiederveröffentlicht wurden. Corporation beinhaltet außerdem einen Song, der in Zusammenarbeit mit dem ehemaligen Sänger Marcus Vik entstanden ist.
Eine neue Besetzung, bestehend aus einem neuen Gitarristen, Bassisten und Schlagzeuger konnte sich zusammenfinden. Die Identitäten der drei neu hinzugekommenen Musiker sind nicht bekannt. Bei mehreren Live-Auftritten der Band im Jahr 2022 waren diese ausschließlich schwarz gekleidet und mit Masken aufgetreten.

## Diskografie

### Alben
| Name        | Erscheinungsdatum  | Label          | Umfang                | Anmerkung                                                                            |
| ----------- | ------------------ | -------------- | --------------------- | ------------------------------------------------------------------------------------ |
| Polarize    | 20. Januar 2017    | Rambo Music    | 10 Songs (34:13 Min.) | Debütalbum der Band                                                                  |
| Epicenter   | 22. August 2019    | Arising Empire | 12 Songs (46:09 Min.) | -                                                                                    |
| Corporation | 30. September 2022 | Arising Empire | 11 Songs (35:00 Min.) | Nur Joel Holmqvist als Sänger und Mitwirkender der Band an diesem Album ist bekannt. |

### Singles & EPs
- 2022: Transcendent (EP)
- 2019: Heavy Feather (Single)
- 2019: My Worst Enemy (Single)
- 2019: Red Sky (Single)
- 2019: Frail (Single)